# A Cave Man Wooing
A Cave Man Wooing er en amerikansk stumfilm fra 1912 af Otis Turner.

## Medvirkende
- King Baggot som George.
- Violet Horner som Clarice.
- William Robert Daly som S. Trong.
- William E. Shay som Sam.
- Jane Fearnley.